# Simat de la Valldigna
Simat de la Valldigna és un municipi del País Valencià situat a la comarca de la Safor, a la vall anomenada la Valldigna.

## Geografia
Simat de la Valldigna és un dels quatre pobles que integren la Valldigna, una subcomarca natural de la Safor. Es troba a 55 km de València i és equidistant a 20 km de les localitats costaneres de Gandia i Cullera i també de Xàtiva i Alzira. La Valldigna està rodejada per les muntanyes de la serra de Corbera, al nord, i la del Mondúber, al sud, i oberta cap a l'est, des d'on s'estén fins a la mar.
El seu terme municipal limita amb els de Benifairó de la Valldigna, Xeresa, Barx, Quatretonda, Barxeta, Carcaixent i Pinet, tots ells de la província de València. El terme comprén també els nuclis de població anomenats Pla de Corrals i Les Foies.
Des de València s'accedix a Simat a través de la V-31, prenent després la CV-42 i posteriorment la CV-50 per a finalitzar accedint a la CV-600.

## Climatologia
El clima de Simat de la Valldigna està condicionat per la seua situació geogràfica, al mig d'una vall i protegit per les muntanyes. Té un clima temperat d'estius càlids i hiverns suaus, amb un dels índexs pluviomètrics més alts del País Valencià, que també són elevats a la resta de la Safor i en part de la Marina Alta.

## Història
Des de fa milers d'anys el territori de Simat de la Valldigna ha estat habitat, tal com ho demostren les coves del Bolomor en Tavernes de la Valldigna, i Malladetes i Parpalló en Barx. Tanmateix les primeres notícies històriques concretes pertanyen al període musulmà. La conquesta cristiana del segle xiii marcarà una nova etapa en la seua història. Jaume I va conquerir estes terres, però fou el seu net Jaume el Just qui les va cedir a l'orde del Cister. El monarca, en tornar d'una expedició contra els regnes de Múrcia i Almeria a finals del segle xiii, va passar per la vall d'Alfàndec i, sorprés per la seua bellesa, es girà cap a l'abat del monestir cistercenc de Santes Creus i li digué: "Vall digna per a un monestir de la vostra religió!". El religiós li respongué "Vall digna!". El dia 15 de març de 1297 el rei fa donació de la vall d'Alfàndec al Cister perquè hi fundara un monestir sota l'advocació de Santa Maria. A partir d'aquell moment la vall d'Alfàndec canviarà la seua denominació i s'anomenarà Valldigna.
Inicialment a la Valldigna convivien cristians i musulmans, i treballaven les terres cedides en usdefruit per l'abat del monestir, tot i que en general les condicions eren més dures per als moriscs, per deixar-los continuar en la seua religió. Els moriscs de la Valldigna es reunien per a practicar la seua religió a la mesquita de la Xara, que era també un lloc d'ensenyament, de formalització de contractes i sovint, la seu de justícia dels cadis. La convivència entre moros i cristians finalitzà l'any 1609, amb l'expulsió dels moriscs. La vida a la Valldigna continua amb l'evolució de la societat feudal valenciana, sota el domini del senyor del monestir, fins que a mitjans del segle xix, l'any 1835, tingué lloc la desamortització del monestir, amb la qual cosa finalitzà el senyoriu de l'abat sobre les terres de la vall, i començà l'espoli i la ruïna del monestir, que va estar en mans de particulars fins a l'any 1991, quan va ser adquirit per la Generalitat Valenciana.

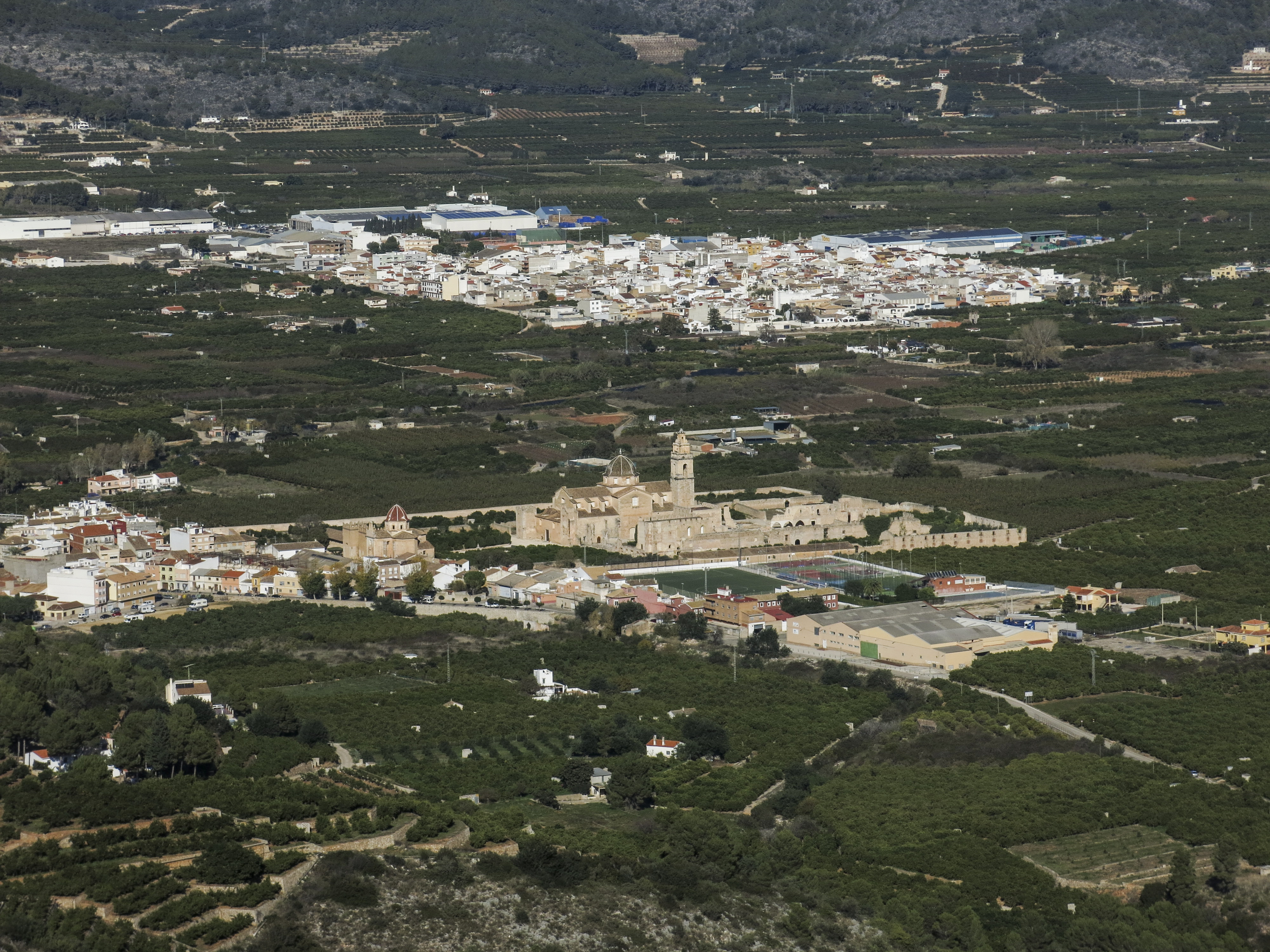
Simat i Benifairó de la Valldigna

## Cultura
El monument més emblemàtic del municipi és el Reial Monestir de Santa Maria de Valldigna. Va ser fundat el 1297 per Jaume II el Just. Des d'un principi va restar com un dels monestirs més importants de l'orde del Cister, filial del Monestir de Santes Creus a Tarragona. Tota la Valldigna era propietat d'esta comunitat monacal per ordre reial. El monestir fou habitat per monjos fins al 1835, quan una revolta popular a la Valldigna després de la desamortització de Mendizábal obligà als monjos a abandonar el monestir. La major part dels seus béns foren destruïts o espoliats. Per sort, després de dècades d'abandó, actualment el Monestir de Santa Maria de Valldigna és, segons l'article 57 de l'Estatut d'Autonomia valencià, "temple espiritual, històric i cultural de l'antic Regne de València, i és, igualment, símbol de la grandesa del poble valencià". Al mateix article es diu que "la Generalitat recuperarà, restaurarà i conservarà el monestir (...) una llei de les Corts determinarà el destí i utilització del monestir com a punt d'encontre de tots els valencians i com a centre d'investigació i estudi per recuperar la història del País Valencià".
Simat de la Valldigna va ser el primer poble del País Valencià en demanar un domini .cat per al web del seu ajuntament. En l'actualitat s'usa el domini .org.

## Monuments
- Monestir de Santa Maria de Valldigna : És el monument de major interès turístic de la vall. Està ubicat en la població de Simat de la Valldigna. Antic monestir cistercenc que restà en estat d'abandonament fins a la seua recuperació per la Generalitat Valenciana.

- Mesquita de la Xara o Ermita de Santa Anna. És una xicoteta edificació al mig del camp. Es tracta de l'única edificació que es conserva de l'antic poblat de la Xara, abandonat en 1609 després de l'expulsió dels moriscs, i representa una antiga mesquita de planta rectangular que en la part que dona a l'est té una porta amb un arc de ferradura. Té quatre pilars que dividixen l'interior en tres naus: A l'esquerra de la porta hi ha una escala de caragol amb una antiga funció de minaret. La Qibla és l'element més important, donat que senyala la direcció de la Meca i, per tant, el lloc on els musulmans deuen adreçar les seues oracions. En l'actualitat es pot veure també el mihrab i dues portes laterals en el mur de la Qibla. En el sud-oest i a l'exterior de la mesquita es troba l'antic pou de les ablucions.

- Església de Sant Miquel Arcàngel. És l'actual església parroquial de la població. D'estil barroc, destaca la imatge del sant de la seua devoció.

- Font Gran. Es troba en la plaça del seu nom, en l'interior del nucli urbà de la població. És una font natural d'un cabal de 10 a 12 l/m[5] amb una gran bassa d'aigua, on comença el Passeig 9 d'Octubre.

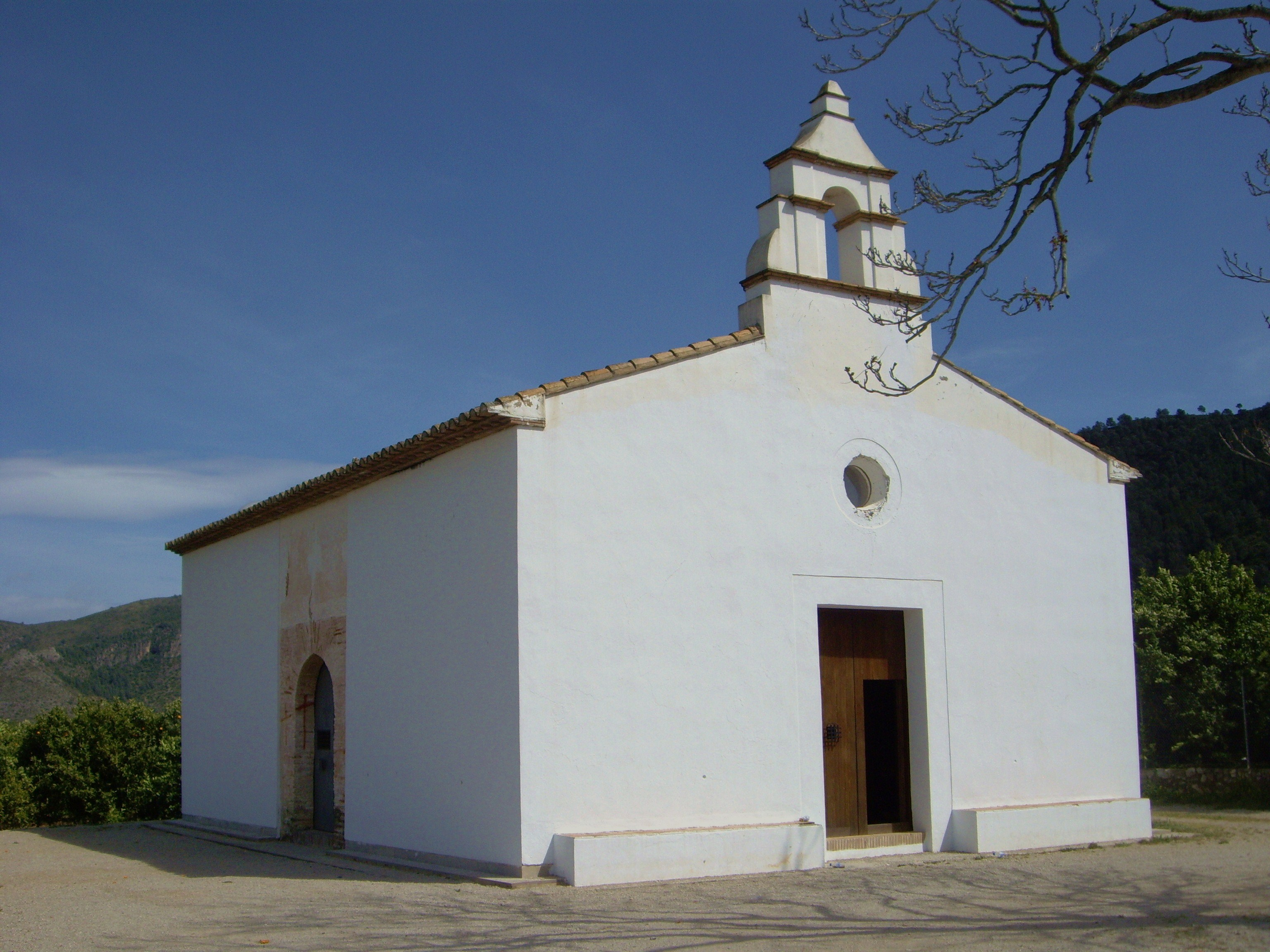
Mesquita de la Xara o Ermita de santa Anna
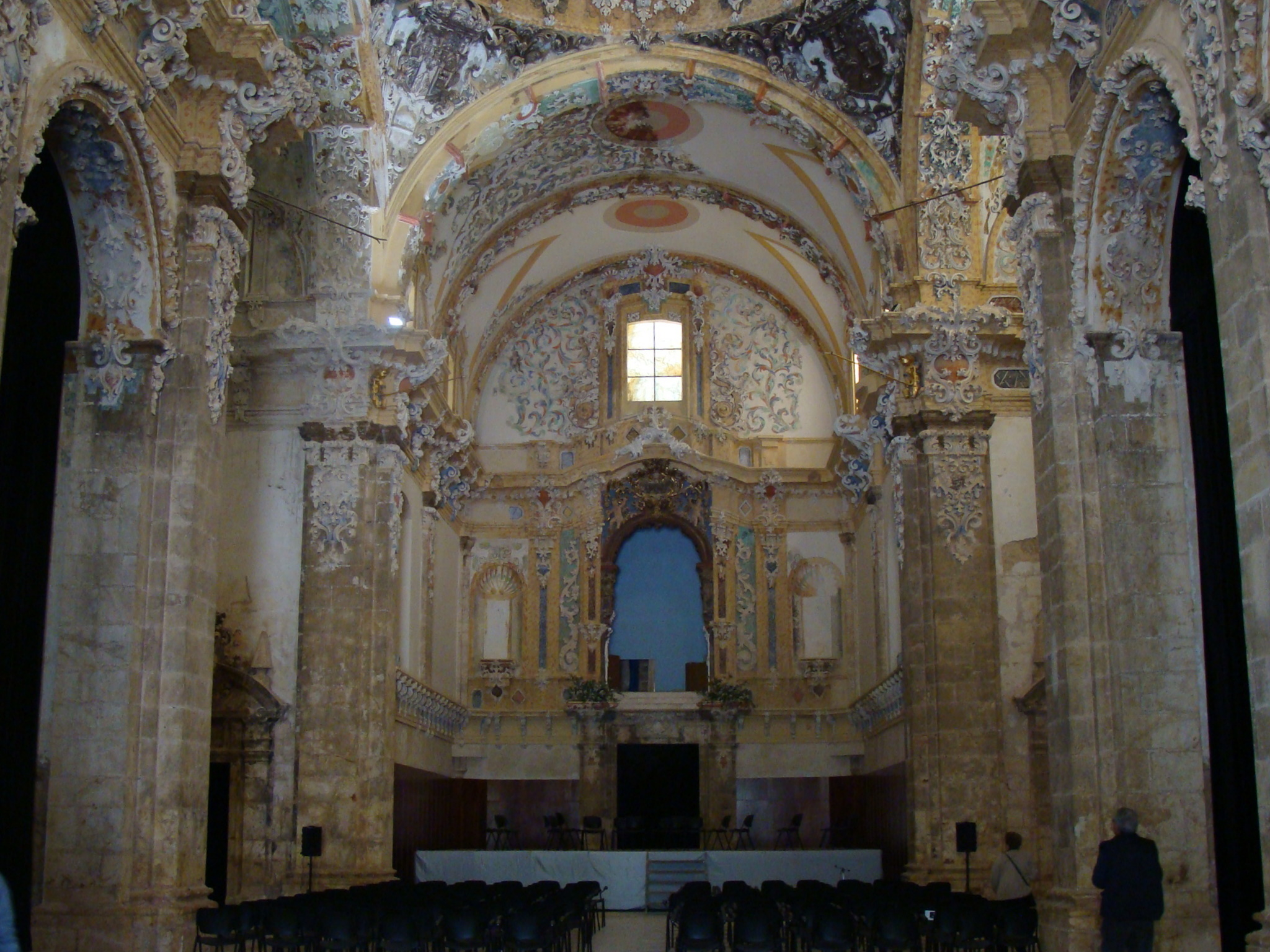
Imatge del temple del monestir cistercenc de Santa Maria, en restauració (gener 2008)
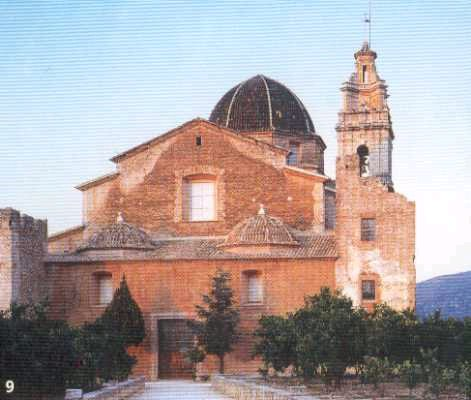
Monestir de Santa Maria de Valldigna

## Economia
La Valldigna, on es troba Simat, és una vall oberta cap a la mar, on destaquen els extensos camps de tarongers, car la manutenció principal dels simaters és el conreu de la taronja. La indústria és més aviat escassa. A partir dels noranta es va produir un increment notable del sector de la construcció. El sector agrícola és, doncs, el predominant, concretament el conreu, recollida, manipulació i comercialització de la taronja. El poble compta amb dos cooperatives i un magatzem privat que donen treball a una part important dels seus habitants.
L'economia simatera es caracteritza per la xicoteta oferta i demanda de mà d'obra qualificada, la pobra cultura emprenedora i l'aïllament geogràfic, que resta competitivitat al teixit empresarial. Simat s'ha fet servir de la immigració (d'Europa de l'Est sobretot) per a cobrir la falta de noves generacions en la recol·lecció de la taronja, degut a un èxode massiu de joves simaters en els últims anys per a treballar fora del poble.
Durant els darrers anys els diferents governs han intentat potenciar el Monestir com a referent turístic del poble, però la despesa per visitant encara no és massa important. L'excessiva dependència d'un cítric en caiguda lliure, juntament amb l'actual context de crisi, fa preveure un futur econòmic incert per a la població simatera.

## Demografia
Simat de la Valldigna té 3513 habitants (INE 2014).
| Població | 3.223 | 3.141 | 3.148 | 3.114 | 3.120 | 3.112 | 3.121 | 3.291 | 3.228 | 3.090 | 3.419 | 3437 | 3.700 |

## Política i govern

### Composició de la Corporació Municipal
El Ple de l'Ajuntament està format per 11 regidors. En les eleccions municipals de 26 de maig de 2019 foren elegits 5 regidors del Partit Popular (PP), 4 d'Esquerra Unida del País Valencià (EUPV), 1 del Partit Socialista del País Valencià (PSPV-PSOE) i 1 de Compromís per Simat (Compromís).
| Eleccions municipals de 26 de maig de 2019 - Simat de la Valldigna                                                                               |                                          |                                     |                                     |        |          |          |
| Candidatura | Candidatura                              | Candidatura                         | Cap de llista                       | Vots   | Vots     | Regidors |
| | Partit Popular                           |                                     | Sebastián Mahiques Morant           | 682    | 37,74%   | 5 (+1)   |
| | Esquerra Unida del País Valencià         |                                     | Víctor Mansanet Boigues             | 599    | 33,15%   | 4 (+1)   |
| | Partit Socialista del País Valencià-PSOE |                                     | Joan Vicent Bañuls Palomares        | 259    | 14,33%   | 1 ()     |
| | Compromís per Simat                      |                                     | Margarita Palomares Hernandis       | 245    | 13,56%   | 1 (-1)   |
| | Altres candidatures                      |                                     |                                     |        |          | 0 ( -1)  |
| | Vots en blanc                            |                                     |                                     | 22     | 1,22%    |          |
| Total vots vàlids i regidors | Total vots vàlids i regidors             | Total vots vàlids i regidors        | Total vots vàlids i regidors        | 1.807  | 100 %    | 11       |
| | Vots nuls                                | Vots nuls                           | Vots nuls                           | 22     | 1,20%    |          |
| Participació (vots vàlids més nuls) | Participació (vots vàlids més nuls)      | Participació (vots vàlids més nuls) | Participació (vots vàlids més nuls) | 1.829  | 73,13%** |          |
| Abstenció | Abstenció                                | Abstenció                           | Abstenció                           | 672*   | 26,87%** |          |
| Total cens electoral | Total cens electoral                     | Total cens electoral                | Total cens electoral                | 2.501* | 100 %**  |          |
| Alcalde: Víctor Mansanet Boigues (EUPV) (15/06/2019) Per majoria absoluta dels vots dels regidors (6 vots: 4 d'EUPV, 1 de PSPV i 1 de Compromís) |                                          |                                     |                                     |        |          |          |
| Fonts: JEC, JEZ Alzira, M. Interior, Periòdic Ara. (* No són vots sinó electors. ** Percentatge respecte del cens electoral.)                    |                                          |                                     |                                     |        |          |          |

### Alcaldes
Des de 2015 l'alcalde de Simat de la Valldigna és Víctor Mansanet Boigues d'Esquerra Unida del País Valencià (EUPV).
| Període                       | Alcalde o alcaldessa                                                  | Partit polític    | Data de possessió                | Observacions                        |
| ----------------------------- | --------------------------------------------------------------------- | ----------------- | -------------------------------- | ----------------------------------- |
| 1979–1983                     | Marcel·lí Almiñana Solanes                                            | PSPV-PSOE         | 19/04/1979                       | --                                  |
| 1983–1987                     | Marcel·lí Almiñana Solanes                                            | PSPV-PSOE         | 28/05/1983                       | --                                  |
| 1987–1991                     | Marcel·lí Almiñana Solanes                                            | PSPV-PSOE         | 30/06/1987                       | --                                  |
| 1991–1995                     | Vicent Palomares Andrés                                               | PSPV-PSOE         | 15/06/1991                       | --                                  |
| 1995–1999                     | Vicent Palomares Andrés                                               | PSPV-PSOE         | 17/06/1995                       | --                                  |
| 1999–2003                     | Vicent Palomares Andrés                                               | PSPV-PSOE         | 03/07/1999                       | --                                  |
| 2003–2007                     | Vicent Palomares Andrés                                               | PSPV-PSOE         | 14/06/2003                       | --                                  |
| 2007–2011                     | Sebastià Mahiques Morant Eladi Mainar Cabanes Agustina Brines Sirerol | PP PSPV-PSOE BLOC | 16/06/2007 04/08/2008 17/04/2010 | Moció de censura Pacte de govern -- |
| 2011–2015                     | Sebastià Mahiques Morant                                              | PP                | 11/06/2011                       | --                                  |
| 2015–2019                     | Víctor Mansanet i Boïgues                                             | EUPV              | 13/06/2015                       | --                                  |
| 2019-2023                     | Víctor Mansanet i Boïgues                                             | EUPV              | 15/06/2019                       | --                                  |
| Des de 2023                   | n/d                                                                   | n/d               | 17/06/2023                       | --                                  |
| Fonts: Generalitat Valenciana |                                                                       |                   |                                  |                                     |

## Festivitats
El poble de Simat de la Valldigna entre altres coses, és conegut per les seues populars i nombroses festes.
- Sant Antoni Abat. El dia 16 de gener, vespra de Sant Antoni, tota la població de Simat de la Valldigna es concentra en la Plaça de l'Ajuntament, on es crema una gran foguera, i després es trasllada a casa dels festers, on són obsequiats amb bunyols i vi. A continuació la festa continua amb una revetlla que acaba de matinada. El matí següent, dia de Sant Antoni, té lloc una missa on es beneïxen els animals així com el pa i les coques (típiques de Sant Antoni), que després els festers repartiran per tota la població.

- Dia de la Valldigna. En el mes de març, el dia 15, tota la població de La Valldigna, és a dir, dels pobles de Barx, Benifairó de la Valldigna, Simat de la Valldigna i Tavernes de la Valldigna, celebren la fundació del Monestir, en la qual, entre altres actes, es fa una fira medieval i hi ha ball en una gran revetlla.

- Sant Jaume i Santa Anna. Durant el mes de juliol, els dies 25 i 26 se celebren les festivitats de Sant Jaume i Santa Anna.

- Festes Patronals. La població celebra les seues festes patronals (dedicades als Sants de la pedra Abdó i Senén, la Mare de Déu de Gràcia i el Santíssim Crist de la Fe els dies 4, 5 i 6 d'agost.

- 9 d'octubre "Dia Nacional del País Valencià". És tradicional fer un concurs de paelles a més de cercavila típica valenciana, amb cercavila de dolçaina inclòs. A mitja vesprada hi ha revetlla i el tradicional correfoc.

## Personatges il·lustres
- Francisco Luis Brines Ferrer, Coeter II, pilotari.
- Miquel Brines Ferrer, Coeter I, pilotari.
- Lluís Brines i Selfa, músic professional a la Banda Municipal de Barcelona i el Gran Teatre del Liceu de Barcelona.
- Luis Francisco Cucarella Mas, Loripet, pilotari.
- Terenci Miñana i Andrés, el xiquet de Simat, pilotari.
- Miquel Oltra i Hernàndez, franciscà i teòleg.